# ريم سن الأول
ريم سين الأول هو ملك أموري لسلالة لارسا حكم من سنة 1758 ق م حتى سنة 1699 ق م ومصادر أخرى قالت أنه حكم من سنة 1822 إلى 1763، خلف الحكم من أخيه واراد سين. كان آخر ملوك سلالة لارسا، وسع هذا الملك نطاق مملكته إلى أوروك و إيسن وثم بدأ عدة حروب جدية ضد بابل في زمن حمورابي إلا أن بابل هي التي إنتصرت في النهاية، وأصبحت بعد ذا الانتصار هي المتسيدة على بلاد بابل.